# (6633) 1986 TR4
(6633) 1986 TR4 (1986 TR4, 1943 VH, 1992 AW1) — астероїд головного поясу.
Тіссеранів параметр щодо Юпітера — 3,360.